# Marinus van Rekum
Marinus van Rekum (Arnhem, 7 février 1884 - Arnhem, 16 novembre 1955) fut un ancien tireur à la corde hollandais. Il a participé aux Jeux olympiques de 1920 et remporta la médaille d'argent avec l'équipe hollandaise. Il est le grand frère de Willem van Rekum.